# Ulf Puder
Ulf Puder (* 1958 in Leipzig) ist ein deutscher Maler und wird zur sogenannten Neuen Leipziger Schule gezählt.

## Leben
1976 begann Puder eine Lehre zum Bleiglaser und 1977 zum Tiefdrucker. Von 1977 bis 1982 war er als Tiefdrucker tätig. 1982 zählte er zu den Mitbegründern der Künstlergruppe PIG. Puder studierte 1984 bis 1992 an der Hochschule für Grafik und Buchkunst in Leipzig bei Dietrich Burger und Bernhard Heisig mit der Fachrichtung Malerei und Grafik. In dieser Studienzeit war Puder 1990 Fellow am Gloucestershire College of Art and Technology (Cheltenham in England). 1992 folgte ein Meisterstudium an dieser Hochschule.
Ulf Puder lebt und arbeitet in Leipzig.

## Künstlerisches Profil

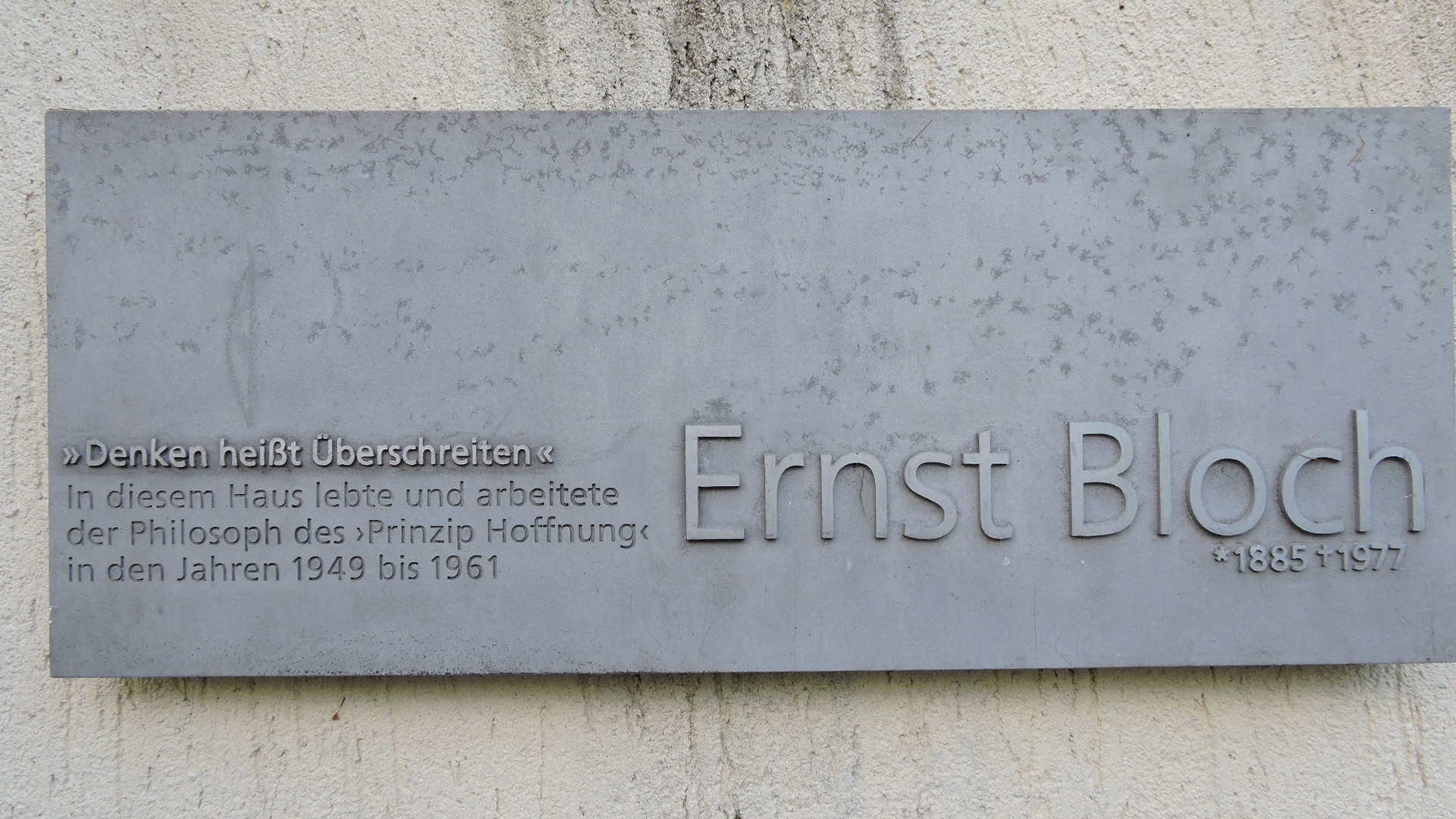
Gedenktafel am Wohnhaus von Ernst Bloch in Leipzig-Schleußig, Wilhelm-Wild-Str. 8 (nach einem Entwurf von Ulf Puder)

Meist in eine Landschaft gebettet, zeigt Ulf Puder Objekte wie Häuser, Garagen, Tunnels, Stege und Wäscheleinen. Diese Symbole menschlicher Produktivität werden in betonter Perspektive ausgeführt, wobei die Darstellung flächig bleibt. Architektur und Gebrauchsgegenstände verdrängen Natürliches. Die vermeintliche Kühle des Funktionell-Rationalen wird gemildert durch die malerisch freie Ausführung. Pinselstriche bleiben erkennbar, oft schimmert die Leinwand durch. In seinen skizzenhaft hingeworfenen Bauten gleicht Ulf Puder die Beschaffenheit von umgebender Natur und Gefertigtem einander an. Auf den ersten Blick sind die Lebensräume in Ulf Puders Malerei wenig einladend. Doch die weichen Farben seiner Bilder mildern den Gegensatz von Industrie und Natur und versöhnen mit dem Geometrisch-Zweckmäßigen. Der Kontrast aus harten Umrissen und warmer Farbgebung gibt diesen Bildern ihren eigenen Reiz.
Von Ulf Puder stammt auch der Entwurf einer Gedenktafel für den weltbekannten Philosophen Ernst Bloch zur Erinnerung an dessen Leipziger Wirkungszeit.

## Die Reisenden des U. Puder
Seit dem Jahre 2000 veröffentlicht die Frankfurter Allgemeine Zeitung in ihrem wöchentlich erscheinender Reiseteil Zeichnungen des Künstlers unter dem Titel Die Reisenden des U. Puder, so am 7. November 2013 die Zeichnung Nie wieder Laub einzeln stechen! Jetzt gibts den Flächenlaubstecher. und 2016 die Zeichnung vom Beiwagen zum Biwagen.

## Ausstellungen
Einzelausstellungen
- 1999: Bilder und Skulpturen, Galerie Schwind, Frankfurt am Main
- 2000: Das große und kleine Wetter, Dogenhaus Galerie Leipzig
- 2001: Galerie Dube-Heynig, München
- 2003: Expedition, Dogenhaus Galerie Leipzig, Leipzig
- 2005: raumstück, Städtische Galerie Wolfsburg
- 2006: Zwischenhalt, Kavi Gupta Gallery, Chicago
- 2007: New Paintings and Drawings, Torch Gallery, Amsterdam/NL
- 2008: Kavi Gupta Gallery, Chicago/USA
- 2011: Boulevard, Galerie Jochen Hempel, Leipzig
- 2011: Boulevard, Ana Cristea Gallery, New York/USA
- 2012: Marc Straus Gallery, New York/USA
- 2013: Galerie Jochen Hempel, Berlin
- 2013: „Pool“, Stadtmuseum Oldenburg, Oldenburg
- 2014: Marc Straus Gallery, New York/USA
- 2015: Akinci, Amsterdam/NL
- 2017: Marc Straus Gallery, New York/USA
- 2017: Galerie Jochen Hempel, Berlin
- 2019: Marc Straus Gallery, New York/USA

Ausstellungsbeteiligungen
- 2004: Leipzig in Hamburg, Produzentengalerie Hamburg
- 2005: Le peintre de la vie moderne – De schilder van het moderne leven, Museum De Paviljoens, Almere
- 2005: Prager Biennale 2
- 2007: made in Leipzig, 29 Künstler der Leipziger Schule in Schloss Hartenfels, Torgau
- 2008: 1980 bis 2005, Museum Junge Kunst, Frankfurt (Oder)
- 2010: The Black Door Files, Black Door Istanbul, Istanbul/TR
- 2012: Alles Wasser, Galerie Mikael Andersen, Berlin
- 2013: Der gemalte Raum, Werke aus der Sammlung Essl, Schömer-Haus, Klosterneuburg/AT
- 2016: Wahrheiten Kunstverein Münsterland, Coesfeld

## Veröffentlichungen
- 2003: Die Lösung. Leipzig 2003, ISBN 3-00-012685-6.